# Südasienspiele 2019/Leichtathletik
Die Leichtathletik-Wettbewerbe der Südasienspiele 2019 fanden vom 3. bis zum 7. Dezember 2019 im Dasarath Rangasala Stadium in der nepalesischen Hauptstadt Kathmandu statt. Die Wettbewerbe waren in vier Abschnitte unterteilt: Laufwettbewerbe, Sprung- und Wurfwettbewerbe, Straßenrennen und Gehen.

## Ergebnisse Männer

### 100 m
| Platz | Athlet             | Land | Zeit (s) |
| ----- | ------------------ | ---- | -------- |
| 1     | Hassan Saaid       | MDV  | 10,49    |
| 2     | Himasha Eashan     | LKA  | 10,50    |
| 3     | Sami Ullah         | PAK  | 10,66 PB |
| 4     | Uzair Rehman       | PAK  | 10,70 PB |
| 5     | Mohammed Ismail    | BAN  | 10,75 PB |
| 6     | Vinoj De Silva     | LKA  | 10,79    |
| 7     | Gurindervir Singh  | IND  | 10,81    |
| 8     | Mohamed Hasan Miah | BAN  | 10,92    |

3. Dezember
Wind: 0,0 m/s

### 200 m
| Platz | Athlet                      | Land | Zeit (s) |
| ----- | --------------------------- | ---- | -------- |
| 1     | Uzair Rehman                | PAK  | 21,15 PB |
| 2     | Vinoj De Silva              | LKA  | 21,19    |
| 3     | Hassan Saaid                | MDV  | 21,22 SB |
| 4     | Gohar Shahbaz               | PAK  | 21,54 PB |
| 5     | Shashikanth Virupakshappa   | IND  | 21,61    |
| 6     | Shanmuga Sriniv             | IND  | 21,64 PB |
| 7     | Mohammed Saiful Ismail Khan | BAN  | 21,70 PB |
| 8     | Mohammed Safan              | LKA  | 22,29    |

4. Dezember
Wind: −0,3 m/s

### 400 m
| Platz | Athlet                | Land | Zeit (s) |
| ----- | --------------------- | ---- | -------- |
| 1     | Aruna Dharshana       | LKA  | 46,69    |
| 2     | Lakmal Priyantha      | LKA  | 46,79 PB |
| 3     | K. S. Jeevan          | IND  | 47,42    |
| 4     | Nokar Hussain         | PAK  | 47,73    |
| 5     | Umar Sadaat           | PAK  | 48,05 PB |
| 6     | Rashid                | IND  | 48,14    |
|       | Mohammad Jahir Rayhan | BAN  | DNS      |
|       | Mohammed Abu Taleb    | BAN  | DNS      |

5. Dezember

### 800 m
| Platz | Athlet                       | Land | Zeit (min) |
| ----- | ---------------------------- | ---- | ---------- |
| 1     | Indunil Herath               | LKA  | 1:50,52    |
| 2     | Mohammed Afsal Pulikkalakath | IND  | 1:51,25    |
| 3     | Som Bahadur Kumal            | NEP  | 1:51,44    |
| 4     | Rusiru Chathura Gallage      | LKA  | 1:51,51    |
| 5     | Ankit                        | IND  | 1:52,32    |
| 6     | Muhammad Ikram               | PAK  | 1:54,19    |
| 7     | Hussain Riza                 | NEP  | 1:56,51    |
| 8     | Umesh Marsangdi              | NEP  | 1:59,55    |

7. Dezember

### 1500 m
| Platz | Athlet              | Land | Zeit (min) |
| ----- | ------------------- | ---- | ---------- |
| 1     | Ajay Kumar Saroj    | IND  | 3:54,18    |
| 2     | Ajeet Kumar         | IND  | 3:57,18    |
| 3     | Tanka Karki         | NEP  | 3:59,20 PB |
| 4     | R.A. Sajeewa Lakmal | LKA  | 4:00,60    |
| 5     | Nasir Ali           | PAK  | 4:07,11    |
| 6     | Kupun Kushantha     | LKA  | 4:13,29    |
| 7     | Madav Kumar Cha     | NEP  | 4:16,76    |
| 8     | Hussain Riza        | MDV  | 4:22,89    |

3. Dezember

### 5000 m
| Platz | Athlet                | Land | Zeit (min) |
| ----- | --------------------- | ---- | ---------- |
| 1     | Gopi Chandra Parki    | NEP  | 14:54,20   |
| 2     | Sunil Dawar           | IND  | 14:55,21   |
| 3     | Hari Kumar Rimal      | NEP  | 14:57,05   |
| 4     | R.M.S. Pushpakumara   | LKA  | 14:58,57   |
| 5     | Bugatha Srinu         | IND  | 15:04,02   |
| 6     | Kumar Shanmugeshwaran | LKA  | 15:06,59   |
| 7     | Gawa Zangpo           | BHU  | 15:16,84   |
| 8     | Sohail Amir           | PAK  | 15:20,68   |

6. Dezember

### 10.000 m
| Platz | Athlet                | Land | Zeit (min) |
| ----- | --------------------- | ---- | ---------- |
| 1     | Suresh Kumar          | IND  | 29:33,61   |
| 2     | Kumar Shanmugeshwaran | LKA  | 30:49,30   |
| 3     | Deepak Adhakari       | NEP  | 30:50,06   |
| 4     | Ranjeet Kumar Patel   | IND  | 31:18,94   |
| 5     | Gajendra Rai          | NEP  | 31:45,95   |
| 6     | Sangay                | BHU  | 32:47,22   |
| 7     | Hussain Fazeel Haroon | MDV  | 35:91,25   |
|       | R.M.S. Pushpakumara   | LKA  | DNF        |
|       | Sohail Amir           | PAK  | DNF        |

4. Dezember

### Marathon
| Platz | Athlet               | Land | Zeit (h) |
| ----- | -------------------- | ---- | -------- |
| 1     | Kiran Bogati         | NEP  | 2:21:17  |
| 2     | Rashpal Singh        | IND  | 2:21:57  |
| 3     | Shre Singh           | IND  | 2:22:07  |
| 4     | Hom Lal Shrestha     | NEP  | 2:24:31  |
| 5     | Pradeep Arachchilage | LKA  | 2:28:43  |
| 6     | Sisira Kumara        | LKA  | 2:29:13  |
| 7     | Shifaz Mohamed       | MDV  | 2:58:38  |
|       | Sohail Amir          | PAK  | DNF      |

7. Dezember

### 110 m Hürden
| Platz | Athlet              | Land | Zeit (s) |
| ----- | ------------------- | ---- | -------- |
| 1     | Jayakumar Surendhar | IND  | 14,37    |
| 2     | Roshan Dhamika      | LKA  | 14,42    |
| 3     | Poulose Maymon      | IND  | 14,56    |
| 4     | K.P.H. Nirmal       | LKA  | 15,09    |
| 5     | Jeevan Chaudhary    | NEP  | 15,60    |
| 6     | Mirza Hasan         | BAN  | 15,73    |
| 7     | Chandra Dev Joshi   | NEP  | 16,39    |
| -     | Muhammad Nadeem     | PAK  | DOP      |

5. Dezember
Dem ursprünglichen Sieger Muhammad Nadeem aus Pakistan wurde die Goldmedaille nach einem positiven Dopingtest 2020 aberkannt.

### 400 m Hürden
| Platz | Athlet                     | Land | Zeit (s) |
| ----- | -------------------------- | ---- | -------- |
| 1     | Jabir Madari Pillyalil     | IND  | 51,42    |
| 2     | Santhosh Kumar Tamilarasan | IND  | 51,98    |
| 3     | Asanka Indrajit            | LKA  | 54,33    |
| 4     |                            | LKA  | 54,93    |
| 5     |                            | NEP  | 54,95    |
| 6     | Nir Pratap Maharjan        | NEP  | 55,71    |
| 7     | Mohammed Ebad Ali          | BAN  | 55,81    |
| -     | Mehboob Ali                | PAK  | DOP      |

6. Dezember
Dem ursprünglichen Sieger Mehboob Ali aus Pakistan wurde die Goldmedaille nach einem positiven Dopingtest 2020 aberkannt.

### 4 × 100 m Staffel
| Platz | Land        | Athleten                                                              | Zeit (s) |
| ----- | ----------- | --------------------------------------------------------------------- | -------- |
| 1     | Sri Lanka   | Himasha Eashan Chanuka Sandeepa Vinoj De Silva Yupun Abeykoon         | 39,14 GR |
| 2     | Indien      | Harjit Singh Gurindervir Singh Pranav Kalappur Amiya Kumar Mallick    | 39,97    |
| 3     | Bangladesch | Abdur Rouf Mohammed Ismail Shariful Mohammed Hasan                    | 40,76    |
| 4     | Malediven   | Ibadulla Adam Nujoom Hassan Mohamed Jalaail Hassan Saaid              | 49,87    |
| 5     | Nepal       | Ashish Chaudhary Jeevan Chaudhary Anand Dev Chaudhary Yam Sajan Sunar | 42,72    |
| -     | Pakistan    | Sami Ullah Gohar Shahbaz Uzair Rehman Muhammad Nadeem                 | DOP      |

6. Dezember
Der pakistanischen Mannschaft wurde die Bronzemedaille wegen eines Dopingvergehens 2020 aberkannt.

### 4 × 400 m Staffel
| Platz | Land        | Athleten                                                                            | Zeit (min) |
| ----- | ----------- | ----------------------------------------------------------------------------------- | ---------- |
| 1     | Sri Lanka   | Aruna Dharshana Senira Dulaksha Rajitha Neranjan Rajakaruna Lakshan Kodikara        | 3:08,04    |
| 2     | Indien      | K. S. Jeevan Santhosh Kumar Tamilarasan Angrej Singh Jabir Madari Pillyalil         | 3:08,21    |
| 3     | Bangladesch | Mohammed Abu Taleb Mohammed Masud Rana Mohammed Saiful Ismail Mohammad Jahir Rayhan | 3:15,50    |
| 4     | Nepal       | Ram Prasad Tharu Jeevan Chaudhary Siman Pandey Nir Pratap Maharjan                  | 3:23,78    |
| -     | Pakistan    | Umar Sadaat Mehboob Ali Abdul Mueed Nokar Hussain                                   | DOP        |

7. Dezember
Der pakistanischen Mannschaft wurde die Bronzemedaille wegen eines Dopingvergehens 2020 aberkannt.

### Hochsprung
| Platz | Athlet                 | Land | Höhe (m) |
| ----- | ---------------------- | ---- | -------- |
| 1     | Sarvesh Anil Kushare   | IND  | 2,21 GR  |
| 2     | Mahfuzur Rahman        | BAN  | 2,16 NR  |
| 3     | Chethan Balasubramanya | IND  | 2,14     |
| 4     | Ushan Thiwanka Perera  | LKA  | 2,10     |
| 5     | Sharoz Khan            | PAK  | 2,04     |
| 6     | Surya Bahadur K.       | NEP  | 1,95     |
| 6     | P. Sanju Tharuka       | LKA  | 2,23 =PB |

3. Dezember

### Weitsprung
| Platz | Athlet            | Land | Weite (m) |
| ----- | ----------------- | ---- | --------- |
| 1     | Lokesh Sathyana   | IND  | 7,87      |
| 2     | Swamithan Rav     | IND  | 7,77      |
| 3     | Mohamed Ali Amin  | BAN  | 7,60      |
| 4     | Amila Jayasiri    | LKA  | 7,59      |
| 5     | J.H.G. Sampath    | LKA  | 7,42      |
| 6     | Sher Bahadur Bist | NEP  | 6,85      |
| 7     | Bhuvan Mahato     | NEP  | 6,76      |

4. Dezember

### Dreisprung
| Platz | Athlet               | Land | Weite (m) |
| ----- | -------------------- | ---- | --------- |
| 1     | Karthik Unnikri      | IND  | 16,47     |
| 2     | Mohammed Salahu      | IND  | 16,16     |
| 3     | M. N. Safree Ahamed  | LKA  | 15,95     |
| 4     | Greshan Dhananjaya   | LKA  | 15,91     |
| 5     | Mohammed Shohel Rana | BAN  | 14,29     |
| 6     | Dilli Khatri         | NEP  | 14,01     |
| 7     | Bhuvan Mahato        | NEP  | 13,53     |

5. Dezember

### Kugelstoßen
| Platz | Athlet             | Land | Weite (m) |
| ----- | ------------------ | ---- | --------- |
| 1     | Tejinder Pal Singh | IND  | 20,03 GR  |
| 2     | Om Prakash Karhana | IND  | 17,31     |
| 3     | Samith Madhusankar | LKA  | 15,55     |

### Diskuswurf
| Platz | Athlet             | Land | Weite (m) |
| ----- | ------------------ | ---- | --------- |
| 1     | Kripal Singh Batth | IND  | 57,88     |
| 2     | Gagandeep Singh    | IND  | 53,57     |
| 3     | Shams Ul-Haq       | PAK  | 44,31     |
| 4     | Janaka Thusara     | LKA  | 42,55     |
| 5     | Chitra Bahadur     | NEP  | 39,65     |
| 6     | Binod Rai          | NEP  | 37,84     |

4. Dezember

### Speerwurf
| Platz | Athlet            | Land | Weite (m)   |
| ----- | ----------------- | ---- | ----------- |
| 1     | Arshad Nadeem     | PAK  | 86,29 GR NR |
| 2     | Shivpal Singh     | IND  | 84,16       |
| 3     | Sumeda Ranasinghe | LKA  | 74,97       |
| 4     | Waruna Lakshan    | LKA  | 72,33       |
| 5     | Arshdeep Singh    | IND  | 70,42       |
| 6     | Rohit Choudhary   | NEP  | 59,27       |

7. Dezember

## Ergebnisse Frauen

### 100 m
| Platz | Athletin           | Land | Zeit (s) |
| ----- | ------------------ | ---- | -------- |
| 1     | Archana Suseentran | IND  | 11,80    |
| 2     | Amasha de Silva    | LKA  | 11,82 SB |
| 3     | Lakshika Sugandhi  | LKA  | 11,84 PB |
| 4     | Himashree Roy      | IND  | 11,88    |
| 5     | Shirin Akter       | BAN  | 12,32    |
| 6     | Mis Sharifa Kha    | BAN  | 12,53    |
| 7     | Sarswati Chaudhary | NEP  | 12,55 PB |
| 8     | Esha Imran         | PAK  | 12,69    |

3. Dezember
Wind: −0,8 m/s

### 200 m
| Platz | Athletin           | Land | Zeit (s) |
| ----- | ------------------ | ---- | -------- |
| 1     | Archana Suseentran | IND  | 23,66    |
| 2     | Najma Parveen      | PAK  | 23,69 NR |
| 3     | Chandralekha An    | IND  | 24,27 SB |
| 4     | Sharmila Jan Nona  | LKA  | 24,37 PB |
| 5     | Asra Sahibe        | PAK  | 24,46 PB |
| 6     | Amasha de Silva    | LKA  | 24,54 SB |
| 7     | Shirin Akter       | BAN  | 25,59    |
| 8     | Sarswati Chaudhary | NEP  | 26,26    |

4. Dezember
Wind: +0,7 m/s

### 400 m
| Platz | Athletin             | Land | Zeit (s) |
| ----- | -------------------- | ---- | -------- |
| 1     | Dilshi Kumarasinghe  | LKA  | 53,40 PB |
| 2     | Priya Mohan          | IND  | 54,31    |
| 3     | Asra Sahibe          | PAK  | 54,58 PB |
| 4     | G. K. Vijayakumari   | IND  | 54,78    |
| 5     | Kawshalya Madushani  | LKA  | 55,63    |
| 6     | Sumi Aktar           | BAN  | 61,91    |
| 7     | Aishath Himna Hassan | MDV  | 62,25    |
|       | Shabiya al-Soha      | BAN  | DNF      |

5. Dezember

### 800 m
| Platz | Athletin              | Land | Zeit (min) |
| ----- | --------------------- | ---- | ---------- |
| 1     | Dilshi Kumarasinghe   | LKA  | 2:06,18    |
| 2     | Gayanthika Abeyrathne | LKA  | 2:08,52    |
| 3     | Lili Das              | IND  | 2:08,97    |
| 4     | Saraswati Bhattarai   | NEP  | 2:12,67 PB |
| 5     | P. U. Chitra          | IND  | 2:13,13    |
| 6     | Aneela Gulzar         | PAK  | 2:18,52    |
| 7     | Phulmati Rana         | NEP  | 2:18,52    |
| 8     | Aishath Jaaisha       | MDV  | 2:38,02    |

7. Dezember

### 1500 m
| Platz | Athletin                | Land | Zeit (min) |
| ----- | ----------------------- | ---- | ---------- |
| 1     | U. K. Nilani Rathnayaka | LKA  | 4:34,34 SB |
| 2     | KM. Chanda              | IND  | 4:34,51    |
| 3     | P. U. Chitra            | IND  | 4:35,46    |
| 4     | Gayanthika Abeyrathne   | LKA  | 4:36,34    |
| 5     | Saraswati Bhattarai     | NEP  | 4:41,66 SB |
| 6     | Rabia Ashiq             | PAK  | 5:05,52    |
| 7     | Sanu Maya Karki         | NEP  | 5:06,27    |
| 8     | Aishath Jaaisha         | MDV  | 5:28,69    |

3. Dezember

### 5000 m
| Platz | Athletin                | Land | Zeit (min)  |
| ----- | ----------------------- | ---- | ----------- |
| 1     | U. K. Nilani Rathnayaka | LKA  | 16:55,18    |
| 2     | Parul Chaudhary         | IND  | 16:57,49    |
| 3     | Preeti Lamba            | IND  | 17:09,32    |
| 4     | Santoshi Shrestha       | NEP  | 17:13,68    |
| 5     | Goma Pradhan            | BHU  | 17:24,21 NR |
| 6     | Nimesha Madhusha        | LKA  | 17:40,71    |
|       | Rabia Ashiq             | PAK  | DNF         |
|       | Biswarupa Budha         | PAK  | DNS         |

6. Dezember

### 10.000 m
| Platz | Athletin               | Land | Zeit (min) |
| ----- | ---------------------- | ---- | ---------- |
| 1     | Santoshi Shrestha      | NEP  | 35:07,94   |
| 2     | Kavita Yadav           | IND  | 35:07,95   |
| 3     | Nilani Lanka Ariyadasa | LKA  | 35:59,02   |
| 4     | Hiruni Wijayaratne     | LKA  | 36:22,85   |
| 5     | Arati Dattaray         | IND  | 37:27,99   |
| 6     | Bishwa Rupa Budha      | NEP  | 38:25,03   |
| 7     | Mariyam Abdul          | MDV  | 42:08,62   |

3. Dezember

### Marathon
| Platz | Athletin           | Land | Zeit (h) |
| ----- | ------------------ | ---- | -------- |
| 1     | Hiruni Wijayaratne | LKA  | 2:41:27  |
| 2     | Pushpa Bhandari    | NEP  | 2:50:11  |
| 3     | Jyoti Gawte        | IND  | 2:52:44  |
| 4     | M.S.P.M. Perera    | LKA  | 2:59:43  |
| 5     | Jigmet Dolma       | IND  | 3:07:24  |
| 6     | Mariyam Abdul      | MDV  | 3:21:54  |
|       | Rajpura Pachchai   | NEP  | DNF      |

7. Dezember

### 100 m Hürden
| Platz | Athletin            | Land | Zeit (s) |
| ----- | ------------------- | ---- | -------- |
| 1     | Lakshika Sugandhi   | LKA  | 13,68 PB |
| 2     | Aparna Roy          | IND  | 14,13    |
| 3     | Ireshani Rajasinghe | LKA  | 14,18    |
| 4     | Kanimozhi Chand     | IND  | 14,69    |
| 5     | Maria Maratab       | PAK  | 15,23    |
| 6     | Tamanna Akter       | BAN  | 15,47    |
| 7     | Pramila Tharu       | NEP  | 16,38    |

5. Dezember
Wind: −0,7 m/s

### 400 m Hürden
| Platz | Athletin            | Land | Zeit (min) |
| ----- | ------------------- | ---- | ---------- |
| 1     | Najma Parveen       | PAK  | 1:00,35 NR |
| 2     | Kawshalya Madushani | LKA  | 1:00,40    |
| 3     | Veerpal Kaur        | IND  | 1:01,38    |
| 4     | Niroshika Lakma     | LKA  | 1:02,36    |
| 5     | Jauna Murmu         | IND  | 1:03,41    |
| 6     | Kalpana Shrestha    | NEP  | 1:11,98    |

6. Dezember

### 4 × 100 m Staffel
| Platz | Land        | Athletinnen                                                             | Zeit (s) |
| ----- | ----------- | ----------------------------------------------------------------------- | -------- |
| 1     | Sri Lanka   | Lakshika Sugandhi Sarangi Silva Sadeepa Henry Henderson Amasha de Silva | 44,89    |
| 2     | Indien      | Himashree Roy Chandralekha An Archana Suseentran Daneshwari Ashok       | 45,36    |
| 3     | Pakistan    | Asra Sahibe Najma Parveen Aneela Gulzar Esha Imran                      | 46,74    |
| 4     | Bangladesch | Sharifa Khatun Tamanna Akter Sohagi Akter Shirin Akter                  | 47,20    |
| 5     | Nepal       | Krishna Chaudhary Pramila Tharu Aruna Rijal Sarswati Chaudhary          | 49,87    |
| 6     | Malediven   | Mariyam Alhaa Aishath Himna Hassan Nasha Nizar Saraa Massood            | 50,16    |

6. Dezember

### 4 × 400 m Staffel
| Platz | Land        | Athletinnen                                                                   | Zeit (min) |
| ----- | ----------- | ----------------------------------------------------------------------------- | ---------- |
| 1     | Sri Lanka   | Omaya Muthumala Gayanthika Abeyrathne Kawshalya Madushani Dilshi Kumarasinghe | 3:41,10    |
| 2     | Pakistan    | Asra Sahibe Aneela Gulzar Rabia Ashiq Najma Parveen                           | 3:41,74    |
| 3     | Indien      | Priya Mohan G. K. Vijayakumari Manisha Kushwaha Nancy                         | 3:41,81    |
| 4     | Bangladesch | Shabiya al-Soha Mis Sharifa Khatun Sumi Aktar Shirin Akter                    | 4:00,55    |
| 5     | Nepal       | Sangita Meche Kalpana Shrestha Aruna Rijal Saraswati Bhattarai                | 4:04,91    |
| 6     | Malediven   | Saraa Massood Aishath Jaaisha Rifa Mohamed Aishath Himna Hassan               | 4:31,22    |

7. Dezember

### Hochsprung
| Platz | Athletin              | Land | Höhe (m) |
| ----- | --------------------- | ---- | -------- |
| 1     | M. Jishna             | IND  | 1,73     |
| 2     | Dulanjalee Ranasinghe | LKA  | 1,69     |
| 2     | Rubina Yadav          | IND  | 1,69     |
| 4     | S.M.M. Madushani      | LKA  | 1,65     |
| 5     | Plaboni Haque         | BAN  | 1,55     |

3. Dezember

### Weitsprung
| Platz | Athletin          | Land | Weite (m) |
| ----- | ----------------- | ---- | --------- |
| 1     | Sarangi Silva     | LKA  | 6,38      |
| 2     | Anjani Pulwansa   | LKA  | 6,11 PB   |
| 3     | Sandra Babu       | IND  | 6,02 PB   |
| 4     | Priyanka Kerketta | IND  | 5,94      |
| 5     | Rinki Khatu       | BAN  | 5,70 PB   |
| 6     | Shila Chaudhary   | NEP  | 5,33      |

4. Dezember

### Dreisprung
| Platz | Athletin         | Land | Weite (m) |
| ----- | ---------------- | ---- | --------- |
| 1     | Hashini Prabodha | LKA  | 13,21 SB  |
| 2     | Vidusha Lakshani | LKA  | 13,14     |
| 3     | Roy Bhairabi     | IND  | 12,77     |
| 4     | Shivaabarasi M.  | IND  | 12,58     |
| 5     | Maria Maratab    | PAK  | 12,10     |
| 6     | Shila Chaudhary  | NEP  | 11,06     |

5. Dezember

### Kugelstoßen
| Platz | Athletin             | Land | Weite (m) |
| ----- | -------------------- | ---- | --------- |
| 1     | Abha Khatua          | IND  | 15,32     |
| 2     | Kumudumali Fernando  | LKA  | 14,35     |
| 3     | Kachnar Chaudhary    | IND  | 13,66     |
| 4     | Nadeeka Muthunayeke  | LKA  | 13,25 SB  |
| 5     | Chandra Kala Lamgade | NEP  | 12,52 NR  |

6. Dezember

### Diskuswurf
| Platz | Athletin          | Land | Weite (m) |
| ----- | ----------------- | ---- | --------- |
| 1     | Navjeet Dhillon   | IND  | 49,85     |
| 2     | Survi Biswas      | IND  | 47,31     |
| 3     | Ishara Madhurangi | LKA  | 41,29     |
| 4     | Vinodeni Vishan   | LKA  | 40,77     |
| 5     | Amrita Mahato     | NEP  | 40,15     |

4. Dezember

### Speerwurf
| Platz | Athletin             | Land | Weite (m) |
| ----- | -------------------- | ---- | --------- |
| 1     | Dilhani Lekamge      | LKA  | 55,02 SB  |
| 2     | Nadeeka Lakmali      | LKA  | 54,41     |
| 3     | Kumari Sharmila      | IND  | 53,64     |
| 4     | Sanjana Choudchary   | IND  | 47,63     |
| 5     | Laxmi Tharu          | NEP  | 45,27 NR  |
| 6     | Chandra Kala Lamgade | NEP  | 44,42 PB  |

7. Dezember

## Abkürzungen
| - WR = Weltrekord - WJR = Juniorenweltrekord - OR = olympischer Rekord - YOR = olympischer Jugendrekord - AR = Kontinentalrekord - AJR = Juniorenkontinentalrekord - NR = nationaler Rekord - NJR = nationaler Juniorenrekord - CR = Meisterschaftsrekord - MR = Veranstaltungsrekord | - WB = Weltbestleistung - WJB = Juniorenweltbestleistung - WYB = Jugendweltbestleistung - AB = Kontinentbestleistung - AJB = Juniorenkontinentalbestleistung - AYB = Jugendkontinentalbestleistung - NB = nationale Bestleistung - NJR = nationale Juniorenbestleistung - NYB = nationale Jugendbestleistung | - PB = persönliche Bestleistung - SB = persönliche Saisonbestleistung - QB = Qualifikationsbestleistung - WL = Weltjahresbestleistung - WJL = Juniorenweltjahresbestleistung - WYL = Jugendweltjahresbestleistung - DSQ = disqualifiziert (engl. Disqualified) - DNS = Wettkampf nicht angetreten (engl. Did Not Start) - DNF = Wettkampf nicht beendet (engl. Did Not Finish) |